# Pseudopharus hades
Pseudopharus hades là một loài bướm đêm thuộc phân họ Arctiinae, họ Erebidae.